# The Forward Pass
The Forward Pass è un film del 1929 diretto da Edward F. Cline.
È un film drammatico statunitense a sfondo sportivo (è ambientato nel mondo del football americano universitario) con Douglas Fairbanks Jr., Loretta Young e Guinn 'Big Boy' Williams.

## Produzione
Il film, diretto da Edward F. Cline su una sceneggiatura di Howard Emmett Rogers con il soggetto di Harvey Gates, fu prodotto dalla First National Pictures.

## Distribuzione
Il film fu distribuito negli Stati Uniti dal 10 novembre 1929 al cinema dalla First National Pictures. È stato distribuito anche in Grecia con il titolo To match tis doxis.